# Brendan Mullen
Brendan Mullen (ur. 9 października 1949 w Paisley, zm. 12 października 2009 w Los Angeles) – muzyk, założyciel The Masque, małego klubu nocnego w Hollywood, funkcjonującego z przerwami w latach 1977–1979.
12 października 2009 strona internetowa Bistro poinformowała, że Mullen doznał poważnego udaru mózgu i wkrótce potem zmarł.
I’m with You, album Red Hot Chili Peppers, zawiera piosenkę Brendan’s Death Song, która jest hołdem dla Mullena.